# Carlos Fávaro
Carlos Fávaro, né le 19 octobre 1969 à Bela Vista do Paraíso, est un agriculteur et homme politique brésilien. Il est ministre de l'Agriculture et de l'Élevage dans le troisième gouvernement de Lula depuis le 1er janvier 2023. 
Il commence son parcours politique au Parti progressiste, et devient vice-gouverneur du Mato Grosso à partir du 1er janvier 2015 et jusqu'au 5 avril 2018, se classant troisième avec le Parti social démocratique pour être sénateur lors des élections de 2018, il prend ses fonctions de sénateur fédéral en avril 2020 en raison de la destitution de Selma Arruda (pt), il est réélu en novembre 2020 lors d'une élection partielle.

## Biographie

### Parcours professionnel

#### Agriculteur
Au cours de son parcours, Carlos Fávaro travaille dans l'agro-industrie, où il devient vice-président de l'Association des producteurs de soja au Brésil (Aprosoja Brasil) en 2010, et président de l'Association des producteurs de soja et de maïs du Mato Grosso de 2012 à 2014. Il dirige également la Coopérative agro-industrielle des producteurs de la ville de Lucas do Rio Verde (Cooperbio Verde), de 2007 à 2011.

### Parcours politique

#### Vice-gouverneur
Carlos Fávaro entre en politique au Parti progresisste et se présente à l'élection de 2014 dans le Mato Grosso avec Pedro Taques (pt), il est élu vice-gouverneur dès le premier tour, avec 57,25% des voix.
En avril 2016, il est nommé secrétaire d'État à l'Environnement du Mato Grosso, une fonction qu'il occupe jusqu'en décembre 2017.

#### Sénateur fédéral
Lors des élections parlementaires de 2018, il est candidat au Sénat avec le Parti social démocratique pour l'état du Mato Grosso. À l'issue de l'élection, il récolte 15,80% des voix et se classe troisième, derrière la sénatrice élue Selma Arruda (pt) (PSL) et Jayme Campos (pt) (DEM).
En avril 2020, après la révocation du mandat de la sénatrice Selma Arruda (pt) par le Tribunal supérieur électoral, il prend ses fonctions en tant que Sénateur suppléant jusqu'à l'élection partielle devant être organisée. Lors de l'élection partielle de novembre 2020 (pt), Carlos Fávaro se présente à nouveau avec le PSD et remporte l'élection avec 25,97% des voix, devenant sénateur jusqu'au 31 janvier 2027.
Au Sénat, il est membre des commissions de l'environnement, de l'agriculture et de la réforme agraire, et de l'aménagement du territoire et du tourisme. Son premier projet approuvé, en moins d'un an de son mandat, est une réforme qui prévoit l'utilisation de l'aviation agricole dans la lutte contre les incendies de forêt. En outre, sa proposition d'amendement constitutionnel, qui garantit l'application d'un minimum de 30% du montant reçu pour les candidatures féminines à la proportionnelle, a été votée et promulguée.

#### Ministre de l'Agriculture et de l'Élevage
Le 16 novembre 2022, Carlos Fávaro est nommé coordinateur du groupe de travail technique sur l'agriculture, l'élevage et l'approvisionnement par le vice-président élu Geraldo Alckmin au sein du gouvernement de transition.
Le 29 décembre 2022, Fávaro est nommé en tant que ministre de l'Agriculture et de l'Élevage dans le troisième gouvernement de Lula. Il prend ses fonctions le 1er janvier 2023.